# آلفونس لاوریر
آلفونس لاوریر (فرانسوی: Alphonse Laverrière‎; ۱۶ مهٔ ۱۸۷۲ – ۱۱ مارس ۱۹۵۴) معمار اهل سوئیس بود.
از افتخارات وی میتوان به کسب مدال طلا معماری در بخش مسابقات هنری بازی‌های المپیک تابستانی ۱۹۱۲ اشاره کرد.